# Катар мастерс опен
Катар мастерс опен — відкритий шаховий турнір, організований Шаховою асоціацією Катару в місті Доха (Катар). Вперше він пройшов з 25 листопада по 5 грудня 2014 року.

## Катар мастерс 2014
Турнір був відкритий для всіх гравців з рейтингом Ело 2300 і вище.
Призовий фонд становив понад $100,000, переможець отримав — $25,000.
Були також призи для найсильнішої жінки та араба, відповідно 5000 і 3500 доларів США за перше місце у кожній з цих номінацій.
Юй Ян'ї, 20-річний китайський шаховий вундеркінд, став переможцем Катар мастерс, з результатом 7,5/9; Аніш Гірі посів друге місце, а Володимир Крамник — третє, обидва по 7/9.

## Катар мастерс 2015
Це був другий турнір Катар мастерс опен. Він пройшов з 20 по 29 грудня 2015 року. Призовий фонд становив понад $100,000, переможець отримав — $27,000. Були також призи для найсильнішої жінки та араба, відповідно 8000 і 2500 доларів США за перше місце в кожній з цих номінацій.
Магнус Карлсен став переможцем турніру, набравши +5 (7 очок з 9) і перемігши Юй Ян'ї на тай-брейку. Друге місце поділити між собою 5 гравців: Володимир Крамник, Сергій Карякин, Санан Сюгіров, Ні Хуа і Василь Іванчук. Зрештою на тай-брейку третє місце посів Володимир Крамник. 